# Dinar libyen
Pour les articles homonymes, voir Dinar.
Le dinar libyen (LYD) (en arabe دينار ليبي (ad-Dīnār al-Līby) ; en berbère : ⴷⵉⵏⴰⵔ ⵉⵍⵉⴱⵉⵢⵏ (ad-Dīnār Īlībīyyen)) est l'unité monétaire principale de la Libye depuis 1971, date à laquelle il a remplacé la livre libyenne. Il est divisé en 1 000 dirhams. La Banque centrale de Libye fabrique les pièces de monnaie et les billets utilisés. De plus, elle supervise et réglemente le crédit.

## Histoire
La livre libyenne est introduite début 1952 à une valeur égale à la livre sterling ou 2,80 dollars américains, l'équivalent de 2,488 28 grammes d'or.
En 1967, la livre sterling est dévaluée (1 livre pour 2,40 dollars), mais bien que la livre libyenne fût toujours liée à la livre sterling, la livre libyenne ne fut pas dévaluée.
Le dinar libyen est introduit en septembre 1971, remplaçant la livre libyenne à 1 pour 1.
En août 1971, les États-Unis annoncent qu'ils cessent d'adosser le dollar à l'or. En novembre de la même année, le dollar est dévalué de 7,9 %, faisant passer l'once d'or à 38 $ au lieu de 35. Le dinar n'est lui pas affecté par cette dévaluation et vaut alors désormais 3,04 dollars au lieu de 2,80.
En février 1973, le dollar est dévalué une seconde fois, cette fois-ci de 10 %, ce qui conduit à 42,22 $ l'once d'or. Le dinar libyen s'apprécie en conséquence d'environ 11 % par rapport au dollar, atteignant un taux de 3,377 6 dollars pour 1 dinar. Le même mois, le dinar est lié au dollar au taux de 0,296 79 dinar pour 1 dollar (c'est-à-dire 3,37 dollars pour 1 dinar). En raison de ce lien, le dinar varie alors de la même façon que le dollar vis-à-vis des autres monnaies.
Jusqu'en 1986, le dinar libyen maintient sa valeur face au dollar et aux autres principales devises en raison de la disponibilité relative de devises. Jusqu'en 1982, les restrictions administratives ou quantitatives sur les transactions en devises et la flambée des prix du pétrole ont entraîné une augmentation significative des réserves.
Le 18 mars 1986, le dinar libyen n'est plus lié au dollar américain mais devient lié aux droits de tirage spéciaux (DTS) au taux de 2,8 DTS pour 1 dinar. Le 1er mai 1986, une bande de fluctuation de ± 7,5 % est introduite. Cette bande sera élargie plusieurs fois par la suite.
Du 14 février 1999 à fin 2001, la Banque centrale de Libye met en œuvre un programme permettant aux banques commerciales de vendre des devises étrangères à des fins personnelles et commerciales, sans aucune restriction et conformément aux prix fixés par la Banque centrale de Libye. Un nouveau taux de change, appelé « taux de change spécial déclaré », est alors utilisé en complément du taux de change officiel après la suppression de ce qui était appelé le « prix commercial », approuvé et utilisé à certaines fins de 1994 à début 1999.
Entre 1999 et 2000, le dinar libyen s'est progressivement apprécié par rapport au taux de change spécial déclaré, s'accompagnant parfois de dévaluations du taux de change officiel. En conséquence, le taux de change officiel du dinar libyen par rapport au dollar américain a fluctué entre 3,54 dollars pour 1 dinar fin 1990 et 1,55 dollar pour 1 dinar fin 2001. Les taux de change du dinar par rapport aux autres principales devises ont varié en fonction des fluctuations du dinar libellé en DTS.
Le 1er janvier 2002, les taux de change sont unifiés en dévaluant de 50 % le taux officiel par rapport à sa valeur fin 2001, amenant la valeur du dinar libyen à 0,608 0 DTS, soit 1,3 dinar pour 1 dollar.
Le 16 juin 2003, le dinar est de nouveau dévalué, cette fois-ci de 15 %, ramenant sa valeur à 0,517 5 DTS, afin de tenir compte de la taxe sur la rivière artificielle, qui était imposée sur toutes les lettres de crédit et les transferts de devises, ainsi que pour éliminer la discrimination dans le taux de change entre les personnes exonérées et non exonérées d'impôt. Le 21 juin 2003, la Libye a officiellement informé le Fonds monétaire international (FMI) de sa décision d'accepter les obligations de l'article VIII de l'accord du FMI. La Libye a supprimé les restrictions qui impliquaient le respect de l'article VIII, y compris la taxe sur la rivière artificielle de 15 % sur les transferts de fonds, les achats de devises étrangères par les particuliers et le secteur privé, et toutes les autres restrictions qui étaient imposées aux opérations du compte courant.
À la suite de la Révolution libyenne de 2011, décision a été prise de supprimer la mention Jamahiriya arabe libyenne sur les billets ainsi que remplacer tous ceux à l'effigie de Mouammar Kadhafi. Les réimpressions en cours reprennent les indications en anglais (valeur, émetteur) qui avaient disparu.
En 2017, l'euro vaut officiellement 1,6 dinar, mais il est, dans la pratique, très difficile d'en obtenir de façon légale. Au marché noir, il s'échange, en septembre 2017, à 9,66 dinars.
Le 3 janvier 2021, le dinar est dévalué de 70 %, avec une valeur réduite à 0,155 5 DTS, ce qui équivaut à 1 USD = 4,48 LD, et ce pour toutes les transactions à la suite de l'unification du taux de change dans tout le pays, comblant ainsi l'écart entre les taux de change officiels et ceux du marché noir. 
Résultat de la situation politique en Libye, la Banque centrale de Libye dévalue le dinar libyen de 13,3 % le 6 avril 2025, réduisant sa valeur à 0,134 9 DTS. Le taux officiel passe de ce fait à 5,56 dinars pour 1 dollar et celui du marché parallèle de 6,9 à 7,8 dinars pour 1 dollar.

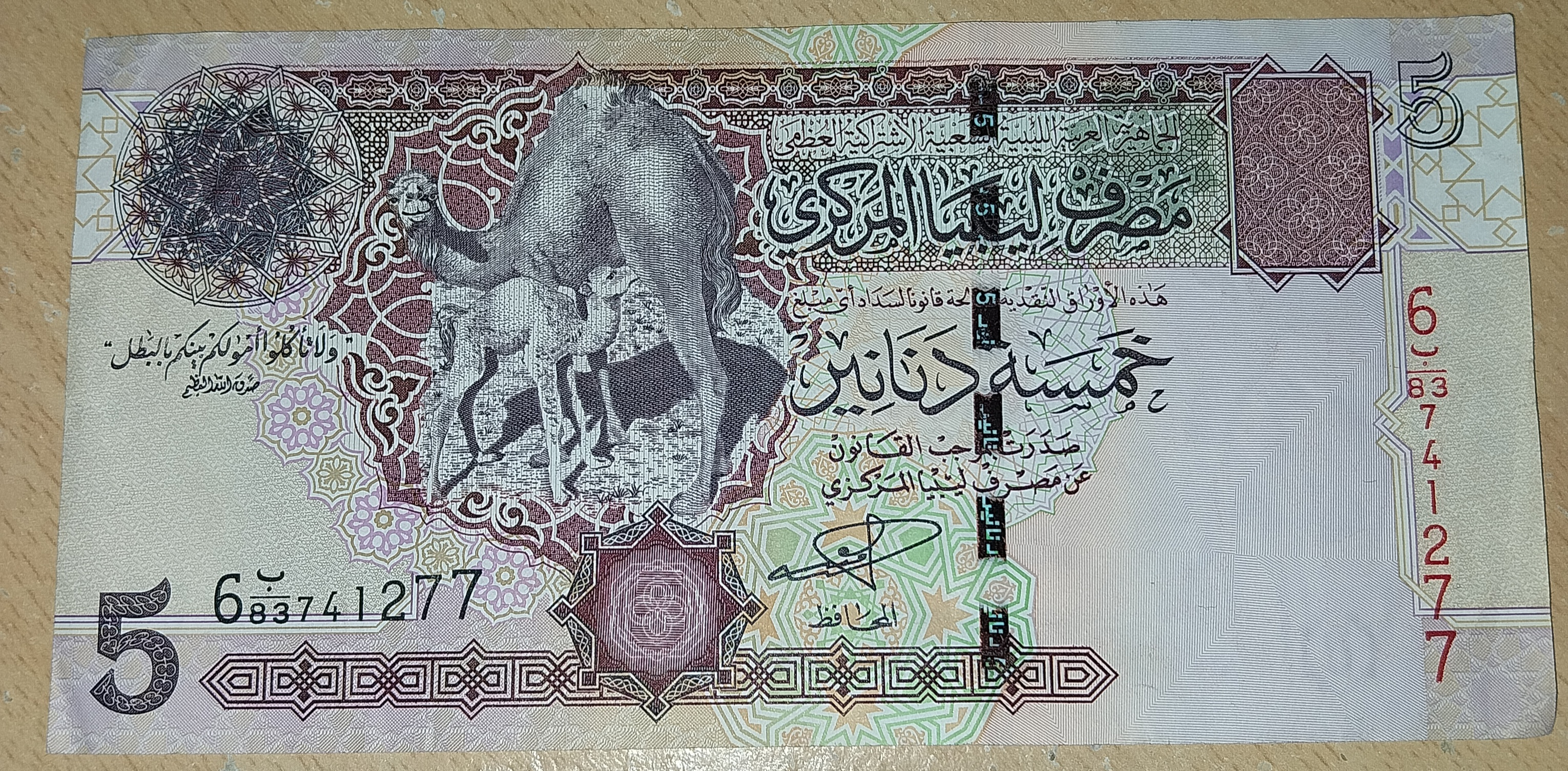
Un billet de 5 dinars libyens de 2004, avec la mention Jamahiriya arabe libyenne inscrite en petit en haut au centre.